# Želehosť
Želehosť (736 m) – szczyt w Górach Kisuckich (słow. Kysucká vrchovina) w północnej Słowacji.

## Położenie
Wznosi się od północnego zachodu nad miejscowością Stráža. Stoki zachodnie opadają do doliny potoku o nazwie Koňhorský potok, południowe do doliny rzeki Varínka w miejscowości Stráža. W kierunku północnym tworzy grzbiet, który poprzez szczyt Borie (606 m) i wierzchołek 767 m łączy się ze szczytem Jalovec (736 m). Stoki północno-zachodnie opadają do dolinki niewielkiego potoku będącego dopływem Varínki.

## Charakterystyka
W części północnej masyw budują skały pochodzące z mezozoiku i paleogenu: piaskowce, zlepieńce i iłowce (flisz), zaliczane do Pienińskiego Pasa Skałkowego (słow. Bradlové pásmo), natomiast w części południowej głównie piaskowce i iłowce z górnej kredy i paleogenu, zaliczane już do fliszu Karpat Centralnych.
Želehosť posiada formę wysokiego kopca o trójkątnej podstawie, o stromych zboczach, z których jedno, od strony północno-wschodniej, jest nieco wklęsłe. Stoki bardzo słabo rozczłonkowane. Jest całkowicie porośnięty lasem i nie prowadzi przez niego żaden znakowany szlak turystyczny.